# Antoni Kwiatkowski (nauczyciel)
Antoni Kwiatkowski (ur. 22 listopada 1844 w Krzeczkowej, zm. 11 sierpnia 1907 w Sanoku) – polski nauczyciel, działacz oświatowy, społeczny i polityczny.

## Życiorys
Antoni Kwiatkowski urodził się 22 listopada 1844 w Krzeczkowej koło Przemyśla. W 1866 zdał egzamin dojrzałości w C. K. Gimnazjum w Przemyślu. Od 1866 do 1870 odbył studia na Wydziale Filozoficznym Uniwersytetu Lwowskiego o specjalności historii i geografii pod opieką naukową prof. Heinricha von Zeißberga i prof. Eduarda Roberta Röslera. 
Podjął pracę w zawodzie nauczycielskim. Jako zastępca nauczyciela (suplent) był zatrudniony kolejno: 23 lutego 1871 w C. K. II Gimnazjum we Lwowie z językiem niemieckim wykładowym, od 23 sierpnia 1872  w C. K. Gimnazjum im. Franciszka Józefa we Lwowie, od 23 sierpnia 1873 w C. K. Gimnazjum w Stanisławowie. W 1874 złożył egzamin nauczycielski podstawowy w zakresie filologii klasycznej. Od 19 września 1874 w charakterze nauczyciela rzeczywistego pracował w C. K. Realnym Gimnazjum im. Franciszka Józefa w Drohobyczu. Uczył tam języka łacińskiego, języka greckiego, języka polskiego. Pod koniec lat 70. pracował w Drohobyczu jako nauczyciel rzeczywisty, a na początku lat 80. jako c. k. profesor. Dekretem C. K. Rady Szkolnej Krajowej z 12 sierpnia 1882 wskutek przyzwolenia C. K. Ministra Wyznań i Oświaty został przydzielony z C. K. Gimnazjum w Drohobyczu na czas potrzeby do C. K. Gimnazjum w Stryju. W tej szkole uczył języka łacińskiego, języka greckiego, a także języka polskiego, propedeutyki filozofii. Dekretem C. K. Ministerstwa Wyznań i Oświaty z 22 kwietnia 1890 otrzymał ósmą rangę służbową. W roku szkolnym był jednym z 40 nauczycieli w Galicji, mających ósmą rangę służbową. Był autorem kilku rozpraw naukowych. Uwagi i spostrzeżenia zawarte w rozprawie pt. O nauce języka ojczystego zostały wykorzystane przez C. K. Radę Szkolną Krajową i C. K. Ministerstwo Wyznań i Oświaty w wydanej publikacji pt. Instrukcye do nauczania języka polskiego. Podczas służby w Stryju był zastępcą przewodniczącego tamtejszej rady szkolnej, członkiem rady miejskiej w Stryju, około 1891 członkiem Rady C. K. powiatu stryjskiego.
Na mocy rozporządzenia C. K. Ministra Wyznań i Oświaty z 21 sierpnia 1891 dekretem z 30 sierpnia 1891 został przeniesiony z C. K. Gimnazjum w Stryju do C. K. Gimnazjum w Sanoku (wraz z nim został przeniesiony prof. Leon Lemoch, a z Sanoka do Stryja podążył nauczyciel Seweryn Sokalski; od 1890 dyrektorem gimnazjum stryjskiego był Karol Petelenz, wcześniej dyrektor sanockiego gimnazjum). W szkole uczył filologii starożytnej tj. języka łacińskiego i języka greckiego, propedeutyki filozofii, a ponadto historii kraju rodzinnego, psychologii, był także zawiadowcą gabinetu archeologicznego. Po odejściu ze stanowiska dyrektora sanockiego gimnazjum Tomasza Tokarskiego w połowie 1895 tymczasowo pełnił kierownictwo tego zakładu, po czym od września wzgl. października 1895 został zastąpiony przez Włodzimierza Bańkowskiego. W drugiej połowie 1895 był zastępcą dyrektora sanockiego gimnazjum. Reskryptem ministra z 13 grudnia 1900 otrzymał VII rangę służbową. Na mocy rozporządzenia C. K. Ministra Wyznań i Oświaty z 31 sierpnia 1904 został przeniesiony reskryptem C. K. Rady Szkolnej Krajowej z 4 września 1904 w stały stan spoczynku i z tej okazji przekazano mu w imieniu ministra uznanie i podziękowanie za jego długotrwałą i pożyteczną działalność służbową. Był wówczas określany w Sanoku jako wybitny pedagog i przyjaciel młodzieży.
Prócz pracy zawodowej profesora gimnazjalnego w Sanoku działał na polu światowym i udzielał się w innych sferach społecznych. Był działaczem Towarzystwa Nauczycieli Szkół Wyższych we Lwowie, 17 listopada 1894 został wybrany zastępcą przewodniczącego wydziału na rok 1895 koła jasielsko-sanockiego TNSW z siedzibą w Sanoku, z zastępstwem w Sanoku. Był jednym z inicjatorów i współzałożycieli Towarzystwa Pomocy Naukowej w Sanoku, w którym był skarbnikiem, przewodniczącym (prezesem). Był wiceprezesem Towarzystwa Korpusów Wakacyjnych w Sanoku. Był także współzałożycielem Bursy Jubileuszowej im. Cesarza Franciszka Józefa w Sanoku, w której pełnił funkcję skarbnika. 25 sierpnia 1904 został wybrany do wydziału szkolnego szkoły przemysłowej uzupełniającej w Sanoku. Był członkiem rady szkolnej w Sanoku do lutego 1905. Podczas sypania kopca Adama Mickiewicza w Sanoku na Górze Parkowej posadził dąb w miejscu planowanego kopca, wobec czego zaistniało zagrożenie stoczenia się kopca w przepaść. Ponadto przez kilka lat był prezesem Kasyna w Sanoku. Był członkiem sanockiego gniazda Polskiego Towarzystwa Gimnastycznego „Sokół”, w którym pełnił funkcję członka sądu honorowego.
W Sanoku działał w życiu politycznym. Od 1895 był członkiem Rady Miejskiej w Sanoku (pod koniec 1906 był przewodniczącym komisji nadzorującej czynności burmistrza i magistratu), w której działał będąc radnym). 4 czerwca 1905 był przewodniczącym zebrania sprawozdawczego ówczesnego posła do Rady Państwa Wincentego Jabłońskiego. Był także wieloletnim członkiem Rady C. K. powiatu sanockiego; jako członek z grupy gmin miejskich: od około 1899 (w kadencji trwającej od 1896) do 1903 (od około 1902 był zastępcą członka wydziału), potem w nowo ukonstytuowanej radzie 21 czerwca 1904 został członkiem komisji lustracyjnej, na początku 1907 został wybrany do komisji dla sprawdzenia rachunków za rok 1906 i do komisji asenterunkowej dla Bukowska
. Podczas posiedzenia rady latem 1907 wyrażono mu jednogłośne podziękowanie i uznanie za jego pracę dla dobra powiatu. Wyrokiem apelacyjnego C. K. Sądu Obwodowego w Sanoku z 21 września 1906 wygrał proces, wskutek czego osoby związane z „Gazetą Sanocką”, redaktor odpowiedzialny Aleksander Piech i wydawca Wojciech Ślączka, byli zmuszeni do wydrukowania na dodatkowej stronie swojego tygodnika sprostowania w myśl § 19 ustawy z dnia 17 grudnia 1862 (sprawa dotyczyła wiecu ludowego Jana Stapińskiego, zwołanego 23 lutego 1906 w sali Rady Miejskiej w Sanoku).
Był właścicielem gruntu ziemskiego. Przed 1904 został odznaczony austro-węgierskim Medalem Jubileuszowym Pamiątkowym dla Cywilnych Funkcjonariuszów Państwowych.
Do końca życia był kawalerem. Zmarł 11 sierpnia 1907 w Sanoku w wieku 64 lat na zapalenie płuc. Został pochowany na cmentarzu przy ul. Rymanowskiej w Sanoku 14 sierpnia 1907 po pogrzebie pod przewodnictwem ks. proboszcza Bronisława Stasickiego.

## Publikacje
- O nauce języka ojczystego[2].
- O sposobie traktowania lektury utworów piśmiennych w języku ojczystym ze względu na cel wychowania (1886, Drohobycz)[53].